# Иу (Цзиньхуа)
Иу́ (кит. упр. 义乌, пиньинь Yìwū) — городской уезд городского округа Цзиньхуа провинции Чжэцзян (КНР). Один из крупнейших внешнеторговых центров Китая, известный как «мировой супермаркет». 

## География
Иу расположен в 100 км к югу от города Ханчжоу. Иу граничит со следующими районами и уездами округа Цзиньхуа: с Дунъяном на востоке, с Юнканом на юге, с Цзиньдуном на юго-западе, с Ланьси на северо-западе, с Пуцзяном на севере.
В уезде преобладает гористая местность.

## История
После того, как китайские земли были объединены в империю Цинь, в 222 году до н.э. был создан уезд Ушан (乌伤县). Во времена узурпатора Ван Мана уезд был в 9 году переименован в Усяо (乌孝县), но после восстановления империи Хань ему было возвращено название Ушан. В 192 году западная часть уезда была выделена в отдельный уезд Чаншань, а 245 году южная часть уезда стала отдельным уездом Юнкан.
Во времена империи Тан уезд Ушан был в 621 году разделён на уезды Усяо и Хуачуань (华川县). В 624 году эти уезды были снова объединены в один уезд, получивший название Иу (义乌县). В 686 году восточная часть уезда Иу была выделена в отдельный уезд Дунъян, а в 754 году северные земли уезда Иу вошли в состав нового уезда Пуян (浦阳县).
После образования КНР в 1949 году был образован Специальный район Цзиньхуа (金华专区), и уезд вошёл в его состав. В 1960 году был расформирован уезд Пуцзян, а его территория была разделена между уездами Ланьси и Иу, но в 1966 году уезд Пуцзян был воссоздан.
В 1973 году Специальный район Цзиньхуа был переименован в Округ Цзиньхуа (金华地区).
В мае 1985 года постановлением Госсовета КНР округ Цзиньхуа был разделён на городские округа Цзиньхуа и Цюйчжоу; уезд вошёл в состав городского округа Цзиньхуа.
В июле 1988 года уезд Иу был преобразован в городской уезд.

## Население
Согласно переписи 2020 года, в Иу проживало 1 859 390 человек (+ 4,2 % по сравнению с 2010 годом); плотность населения составляла 1684 человека на км². Основное население составляют ханьцы, имеются общины хуэйцев, корейцев и евреев, занятые в экспортно-импортной торговле. Часть местного населения исповедует христианство.
По состоянию на 2024 год в Иу постоянно проживало более 20 тыс. иностранцев (в том числе более 3 тыс. африканских предпринимателей), особенно в микрорайоне Цзиминшань. Крупные диаспоры выходцев из Иу имеются на Тайване, в Гонконге, Макао и США.

## Административное деление
Городской уезд делится на 7 уличных комитетов и 6 посёлков.
Уличные комитеты:
- Бэйюань (Beiyuan, 北苑街道)
- Няньсаньли (Niansanli, 廿三里街道)
- Хоучжай (Houzhai, 后宅街道)
- Цзяндун (Jiangdong, 江东街道)
- Чэнси (Chengxi, 城西街道)
- Чоуцзян (Choujiang, 稠江街道)
- Чоушань (Choushan, 稠城街道)

Посёлки:
- Дачэнь (Dachen, 大陈镇)
- Итин (Yiting, 义亭镇)
- Суси (Suxi, 苏溪镇)
- Фотан (Fotang, 佛堂镇)
- Чиань (Chi'an, 赤岸镇)
- Шанси (Shangxi, 上溪镇)

## Экономика

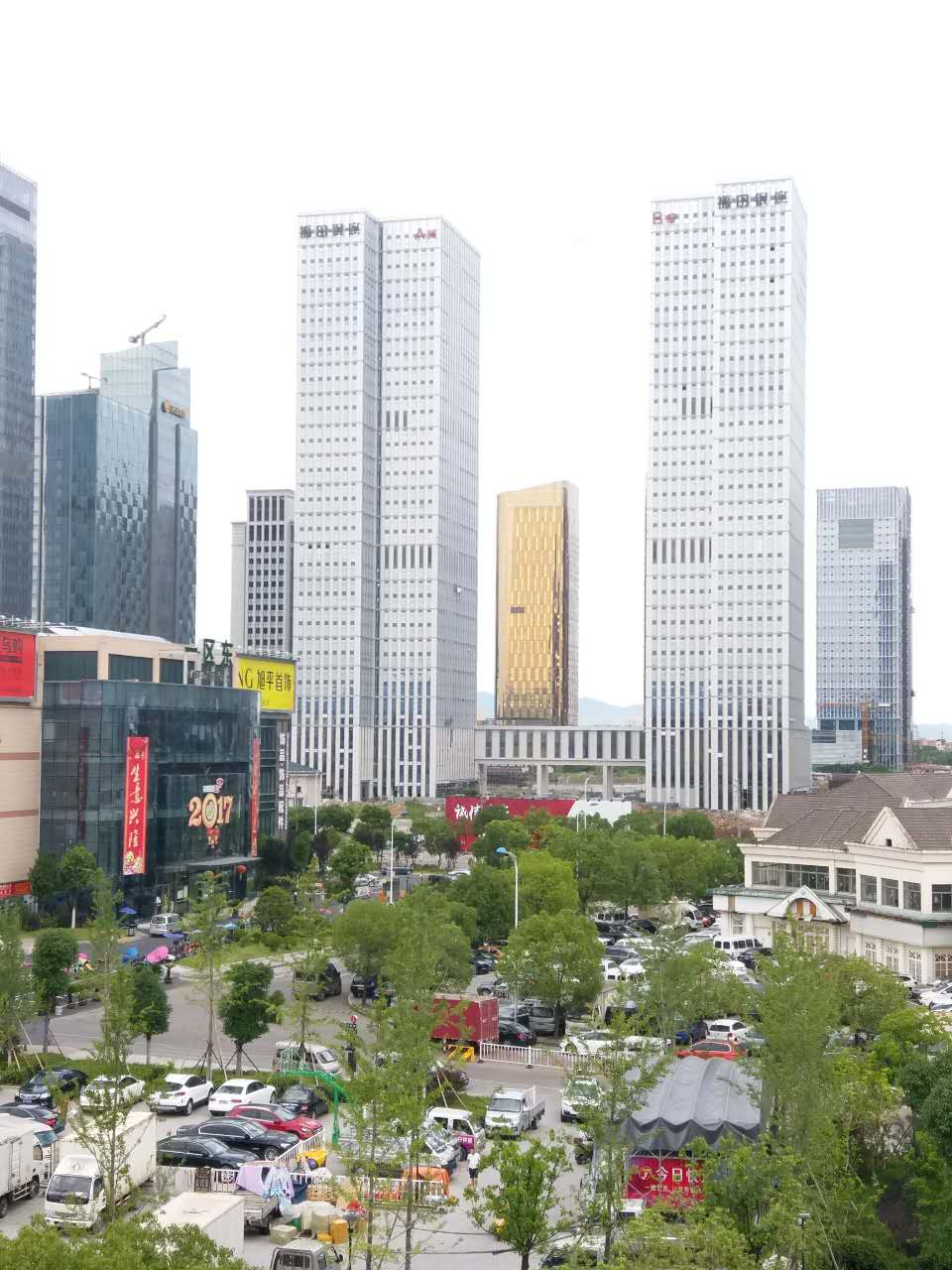
Деловой центр Иу

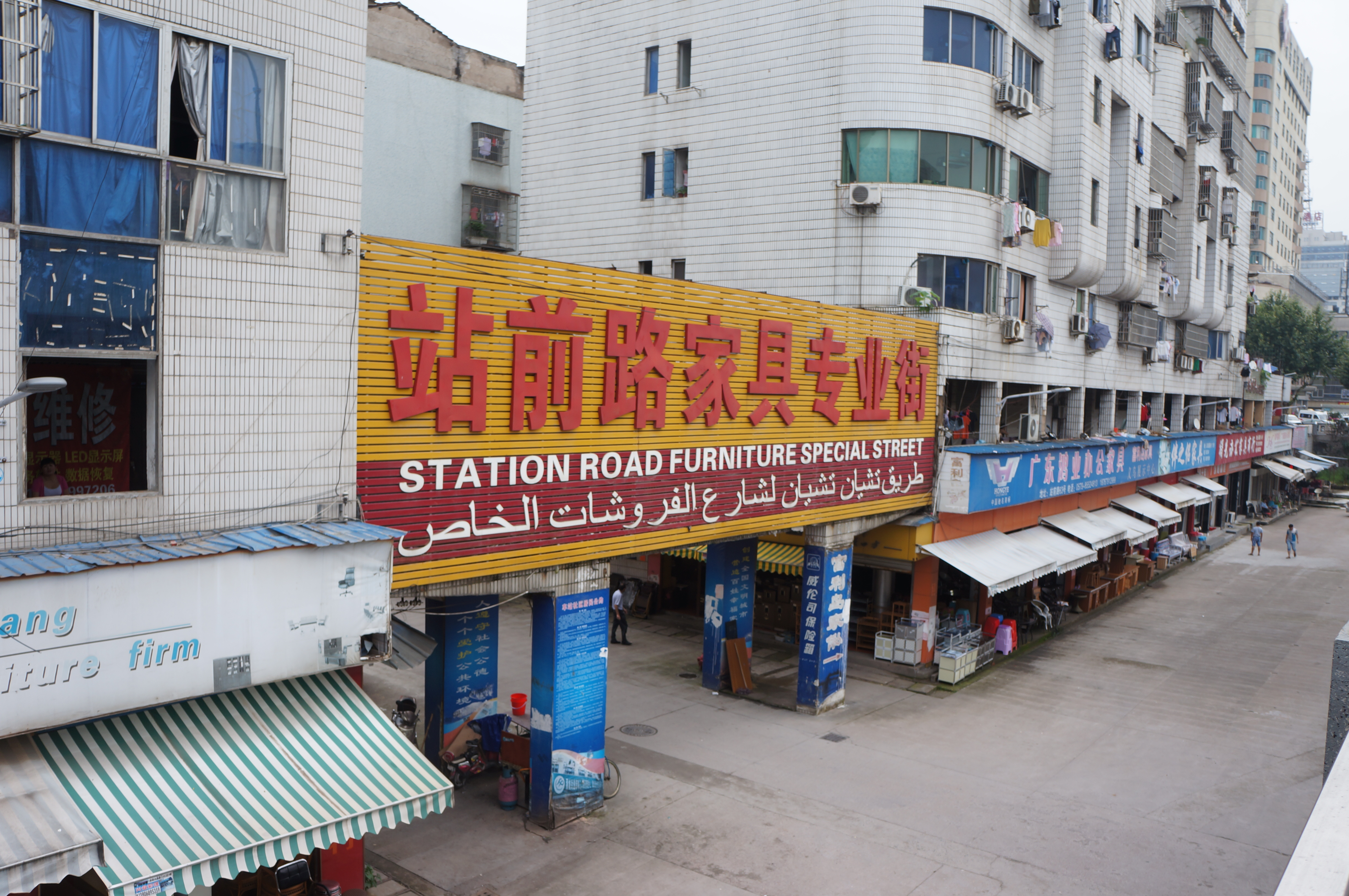
Мебельный рынок

Иу известен в Китае как «мировой супермаркет». В городе работает свыше 2 млн мелких и средних фирм, которые поставляют товары в 200 стран и регионов мира. По числу отправленных и полученных посылок Иу занимает второе место в стране, уступая лишь Гуанчжоу. Здесь расположен крупнейший в мире рынок потребительских товаров (Yiwu China Commodities City), принадлежащий компании Zhejiang China Commodities City Group. На рынке работает 75 тыс. оптовых и розничных магазинов, а также онлайн-платформа.
Ежегодно в Международном выставочном центре Иу проходят масштабные выставки и ярмарки — Китайская ярмарка импортных товаров, Китайская международная ярмарка мелких товаров и Иуская ярмарка культурных и туристических продуктов. 
По состоянию на ноябрь 2020 года Иу занял первое место в мире по объёму почтовых экспресс-отправлений. Также Иу является крупнейшим мировым логистическим центром рождественских товаров — на уезд приходится две трети всех рождественских товаров в мире. 
Кроме того, Иу является крупным центром производства и продажи спортивных товаров и инвентаря (флаги разных стран, футбольные, волейбольные, баскетбольные и теннисные мячи, свистки, дудочки вувузелы и ладошки-хлопушки, мужская и женская спортивная форма для занятий йогой, танцами, аэробикой и боксом, браслеты на руку); солнцезащитных товаров (фейскини, нарукавники и шляпы); текстильной и швейной фурнитуры (нитки, ткани, пуговицы, замки-молнии); носков, зонтов, фонариков и игрушек.

### Промышленность
Иу является крупнейшим в Китае центром по производству носков, ювелирных украшений и модной бижутерии, а также крупным центром фотоэлектрической промышленности (заводы Jinko Solar, Aiko Solar Energy и Risen Energy), по производству спортивных товаров и зонтов.

### Финансы
В Иу базируется Chouzhou Commercial Bank — один из крупнейших внешнеторговых банков Китая.

### Электронная коммерция
Деревня Сячжу является крупнейшим в стране центром онлайн-трансляций на площадках электронной коммерции. По состоянию на апрель 2024 года, в данной сфере здесь работали более 30 тыс. человек, а средний ежемесячный объём экспресс-доставки превышал 55 миллионов заказов.

### Внешняя торговля
Большое значение имеет экспорт товаров из Иу в страны Африки. В первой половине 2024 года объем внешней торговли между Иу и Африкой достиг 57,83 млрд юаней, увеличившись на 17,1 % по сравнению с аналогичным периодом 2023 года.

## Транспорт

### Железнодорожный
В 2014 году было открыто грузовое железнодорожное сообщение, связавшее Иу с Европой через Синьцзян-Уйгурский автономный район (в том числе по маршруту Иу — Мадрид). Поезда из грузового терминала Иу следуют в Казахстан, Иран, Россию, Беларусь, Польшу, Германию, Францию, Великобританию и Испанию. По итогам 2020 года по железнодорожному маршруту Иу — Синьцзян — Европа проехало 1399 грузовых поездов, что на 165 % больше, чем в 2019 году. Из Иу в Европу везут в основном мелкие потребительские товары, бытовые электроприборы, автозапчасти, солнечные панели, текстиль, одежду, обувь и керамику, в обратном направлении — продукты питания (включая кондитерские изделия и оливковое масло), напитки (включая вино, виски и минеральную воду), сырьё, промышленное оборудование и мебель.
Основным логистическим узлом является Западный вокзал Иу. В 2022 году по маршруту Иу — Мадрид было отправлено 124 поезда, а в обратном направлении — 160 поездов. По состоянию на 2023 год по железнодорожной линии Иу — Синьцзян — Мадрид ежедневно отправлялись в среднем 3—4 поезда, каждый из которых перевозил 55 контейнеров.
По итогам 2024 года количество грузовых поездов, курсировавших по маршрутам международных грузоперевозок из Иу и обратно, достигло 1 300. На этих поездах было перевезено почти 140 тыс. стандартных контейнеров грузов, что более чем на 10 % больше в годовом исчислении. На конец 2024 года грузовые поезда соединяли Иу с более чем 50 странами мира. 
Через железнодорожный вокзал Иу проходят высокоскоростная пассажирская линия Шанхай — Куньмин, высокоскоростная пассажирская линия Ханчжоу — Чанша, высокоскоростная пассажирская линия Ханчжоу — Вэньчжоу, а также обычные линии Нинбо — Цзиньхуа и Шанхай — Куньмин.

### Метрополитен

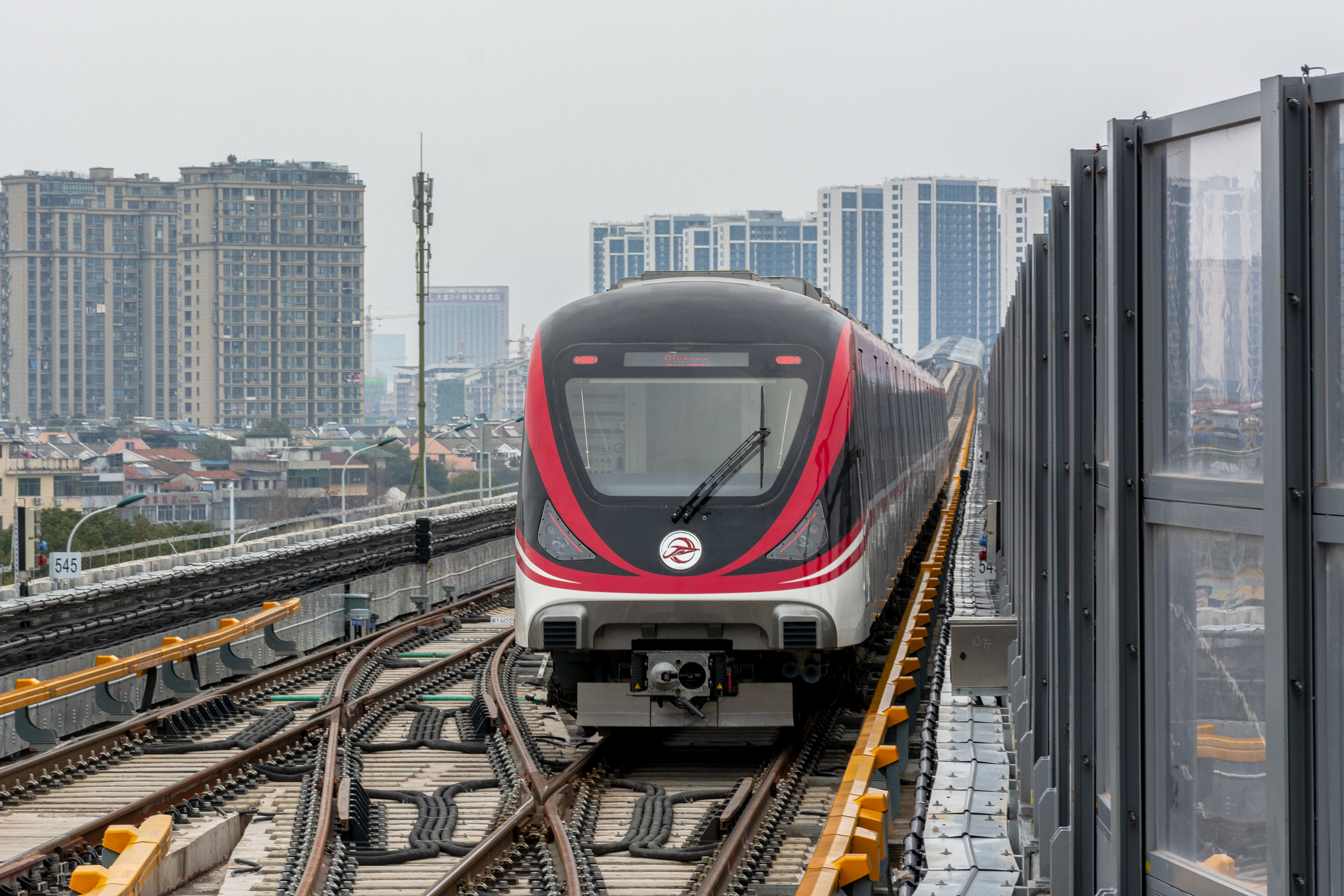
Состав метро на станции в Иу

В 2022 году введена в эксплуатацию первая линия метрополитена Цзиньхуа, которая протянулась от железнодорожного вокзала Цзиньхуа в районе Учэн через железнодорожный вокзал Иу в уезд Дунъян.

### Автомобильный
Через территорию Иу пролегает скоростная автомагистраль G60 (Шанхай — Куньмин). Важное значение имеют автомобильные грузовые перевозки.

### Авиационный
В уезде имеется крупный аэропорт двойного назначения (гражданский и военный). По итогам 2021 года аэропорт Иу обслужил 1,67 млн пассажиров и обработал 12,25 тыс. тонн грузов. Аэропорт связан регулярными рейсами с Пекином, Циндао, Сианем, Уханем, Чэнду, Чунцином, Куньминем и Макао.

## Образование
В Иу расположены промышленно-торговый колледж, несколько средних и старших школ.

## Достопримечательности

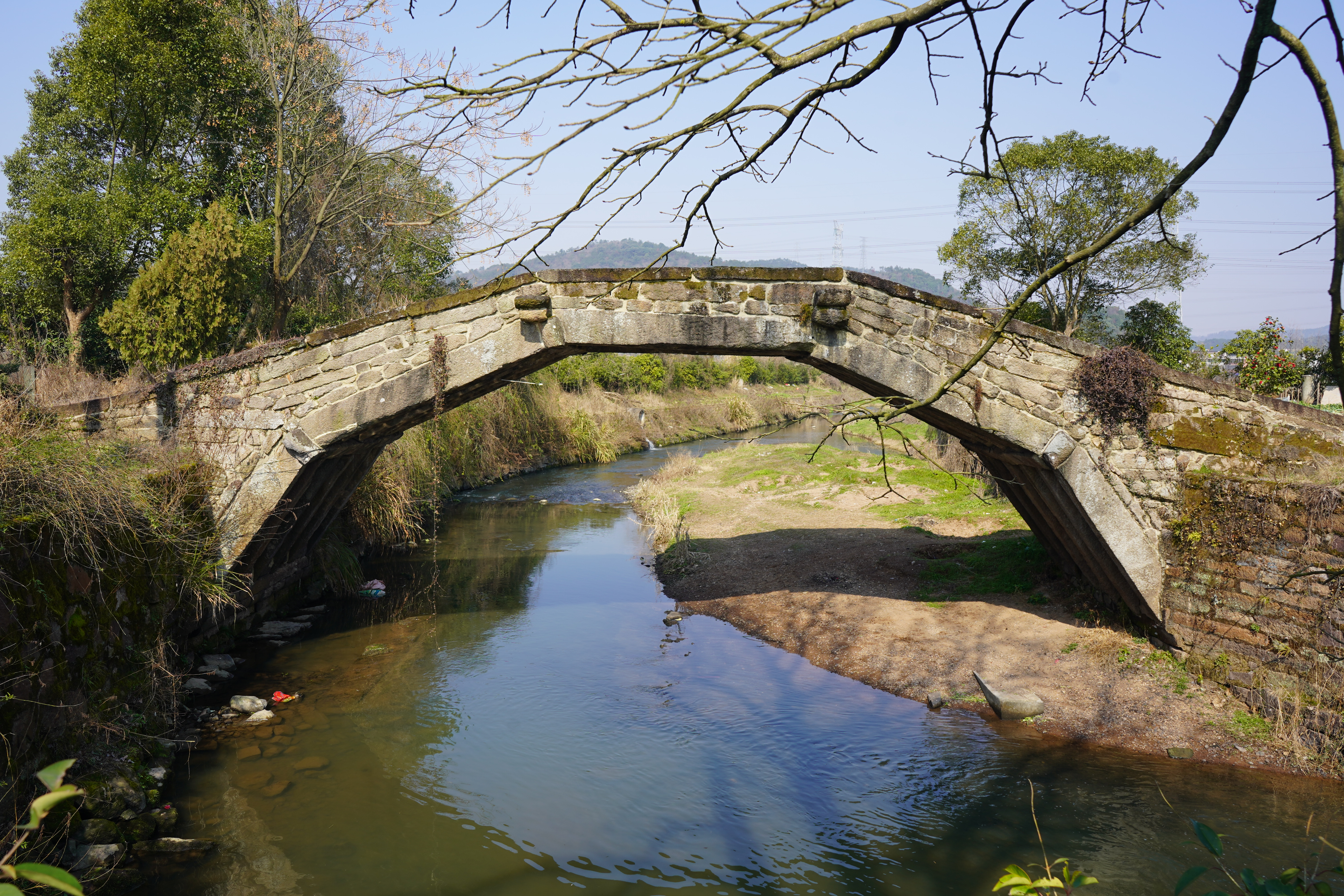
Мост Гуюэ

- Буддийский храм Цзинцзюй, основанный в 867 году.
- Арочный мост Гуюэ («Лунный»), построенный в 1213 году.

## Города-побратимы
- Явожно
- Маниса
- Орша

## Галерея

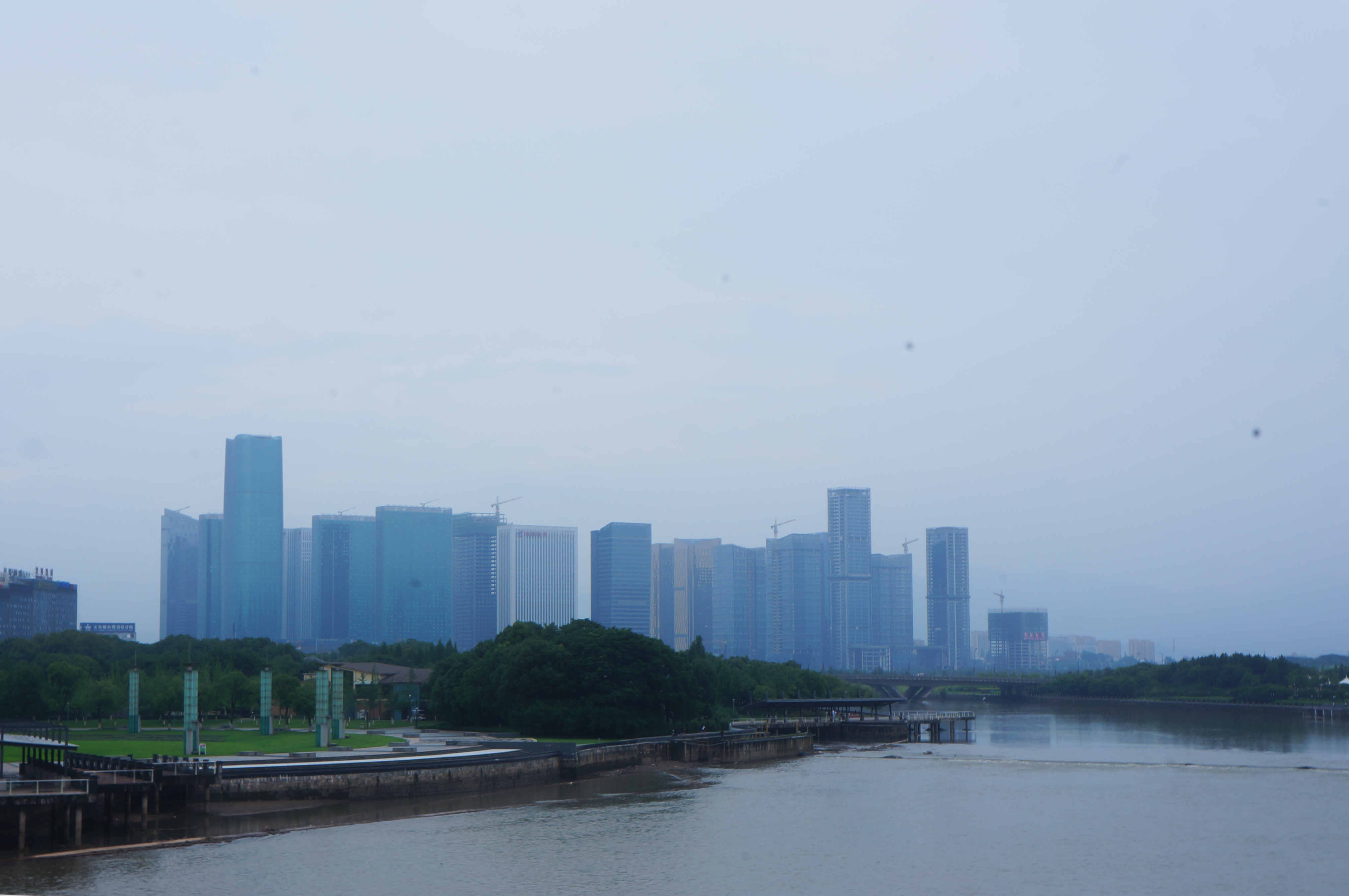
Yiwu International Trading Town
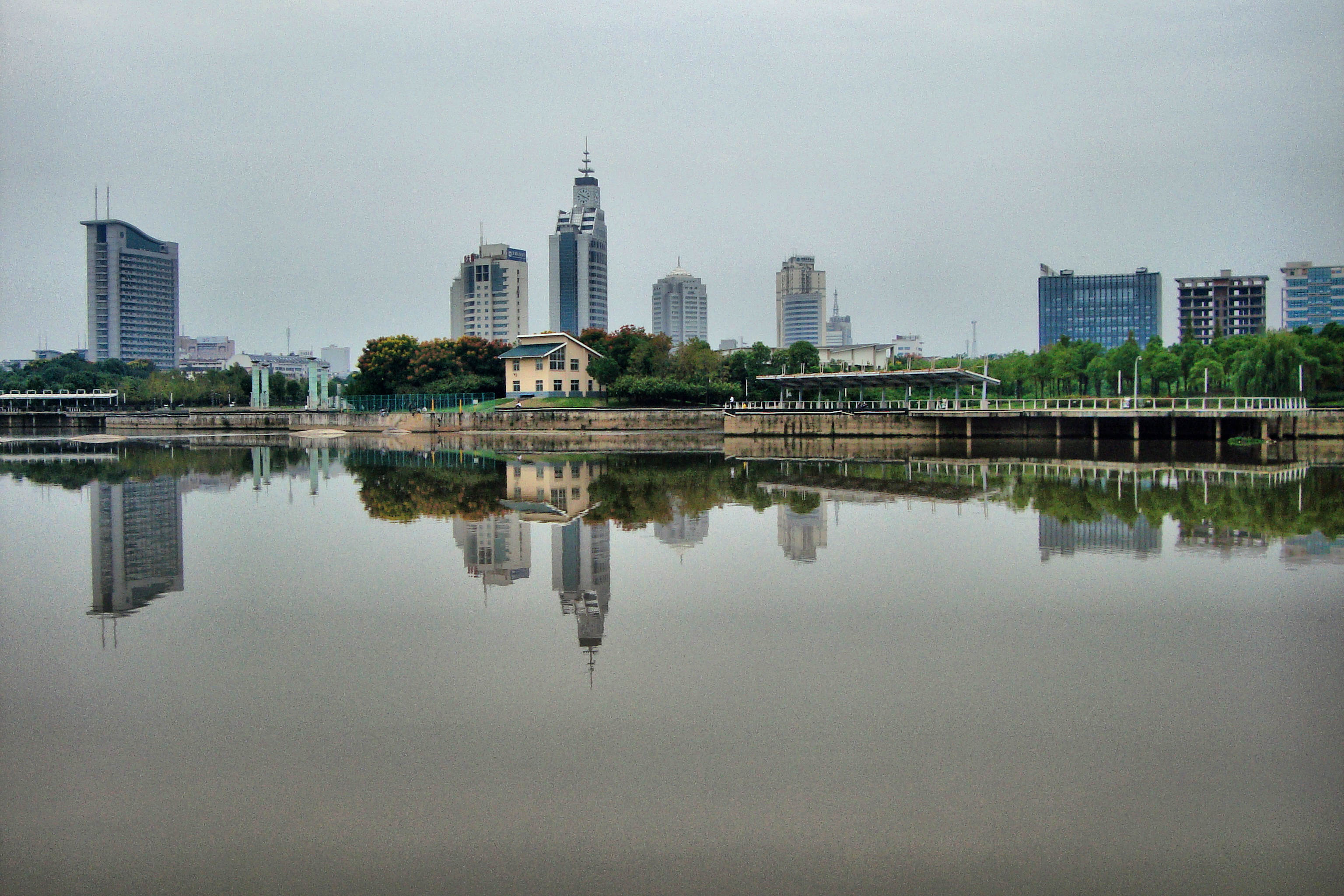
Городское озеро
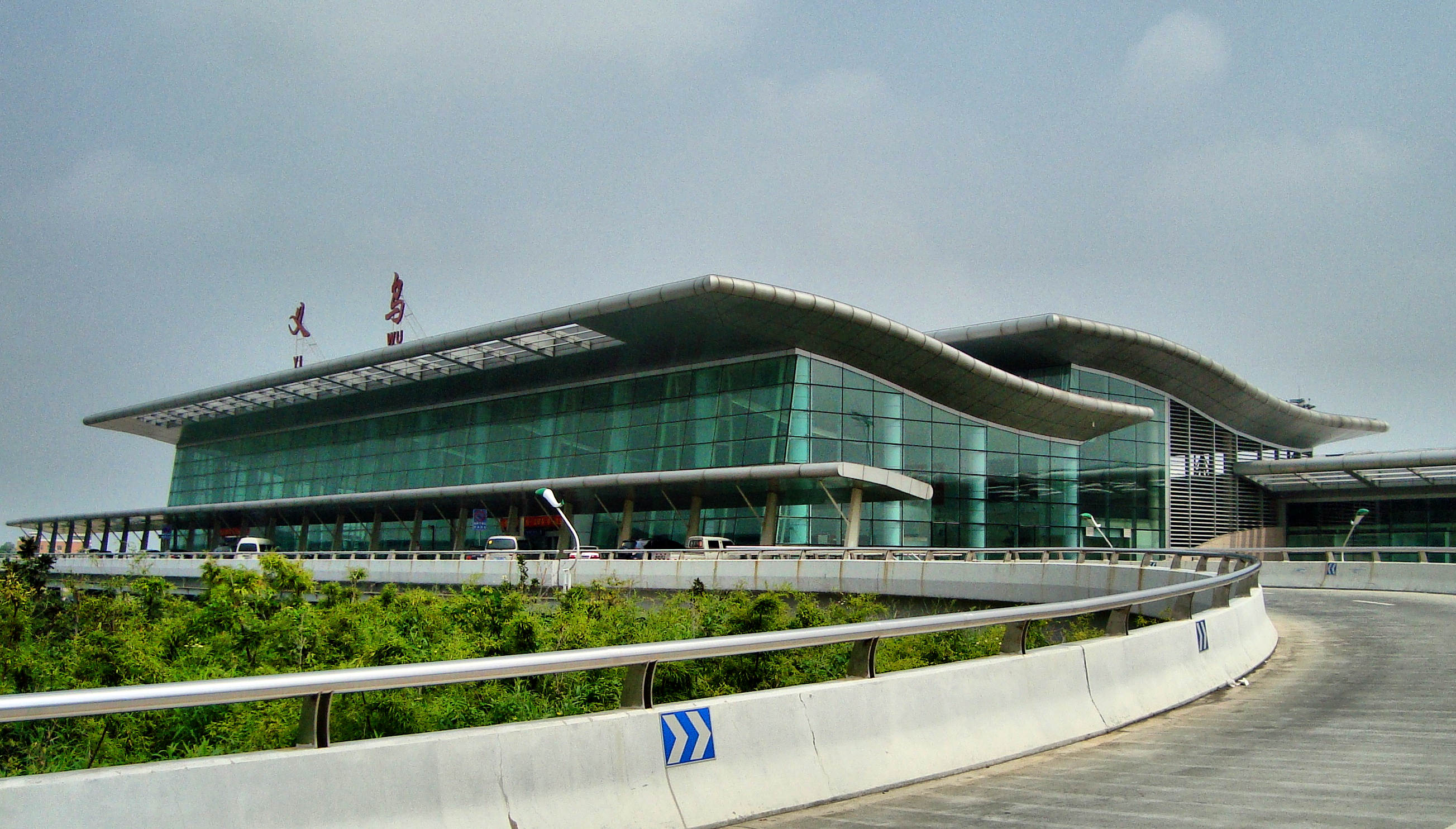
Терминал аэропорта Иу
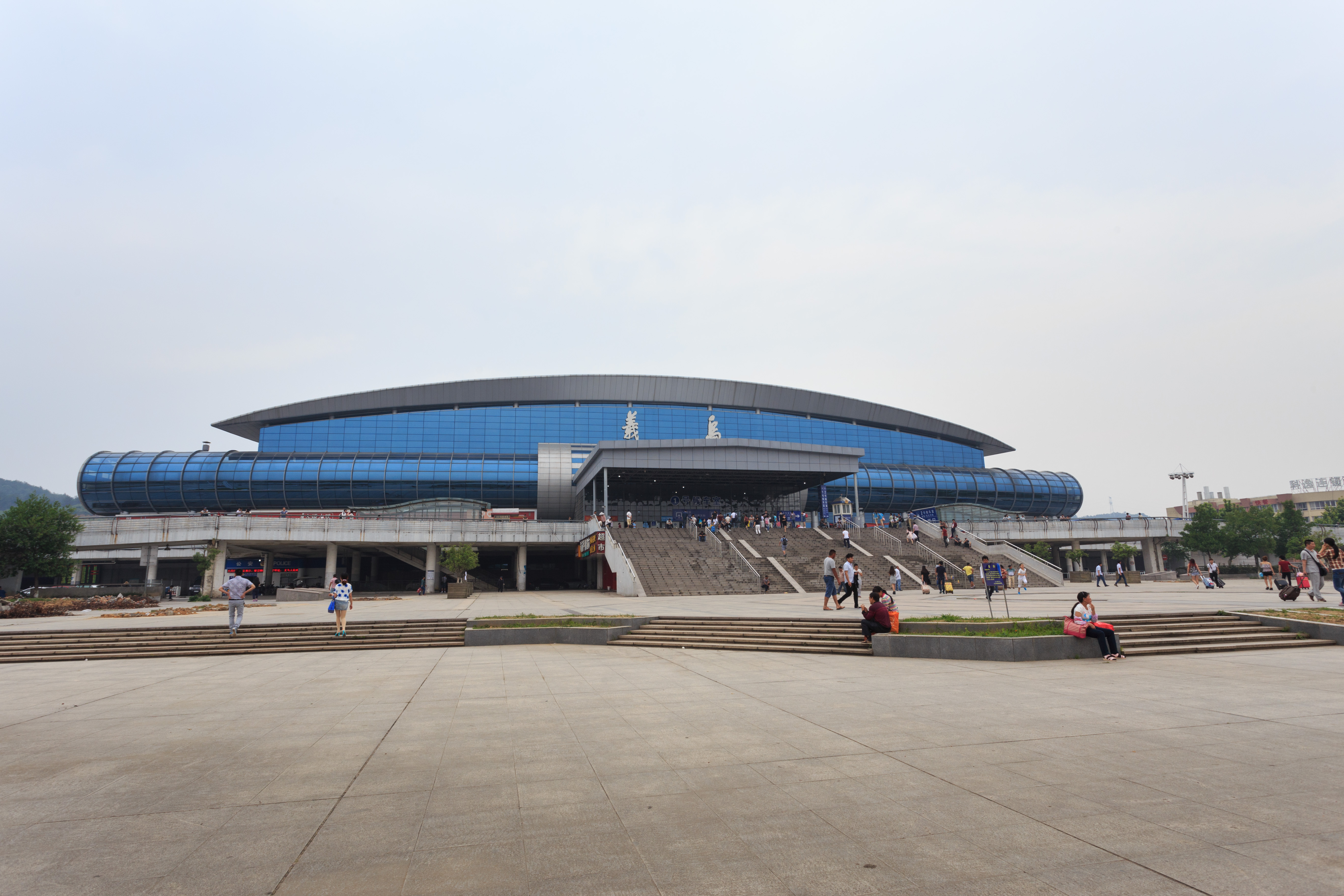
Железнодорожный вокзал Иу
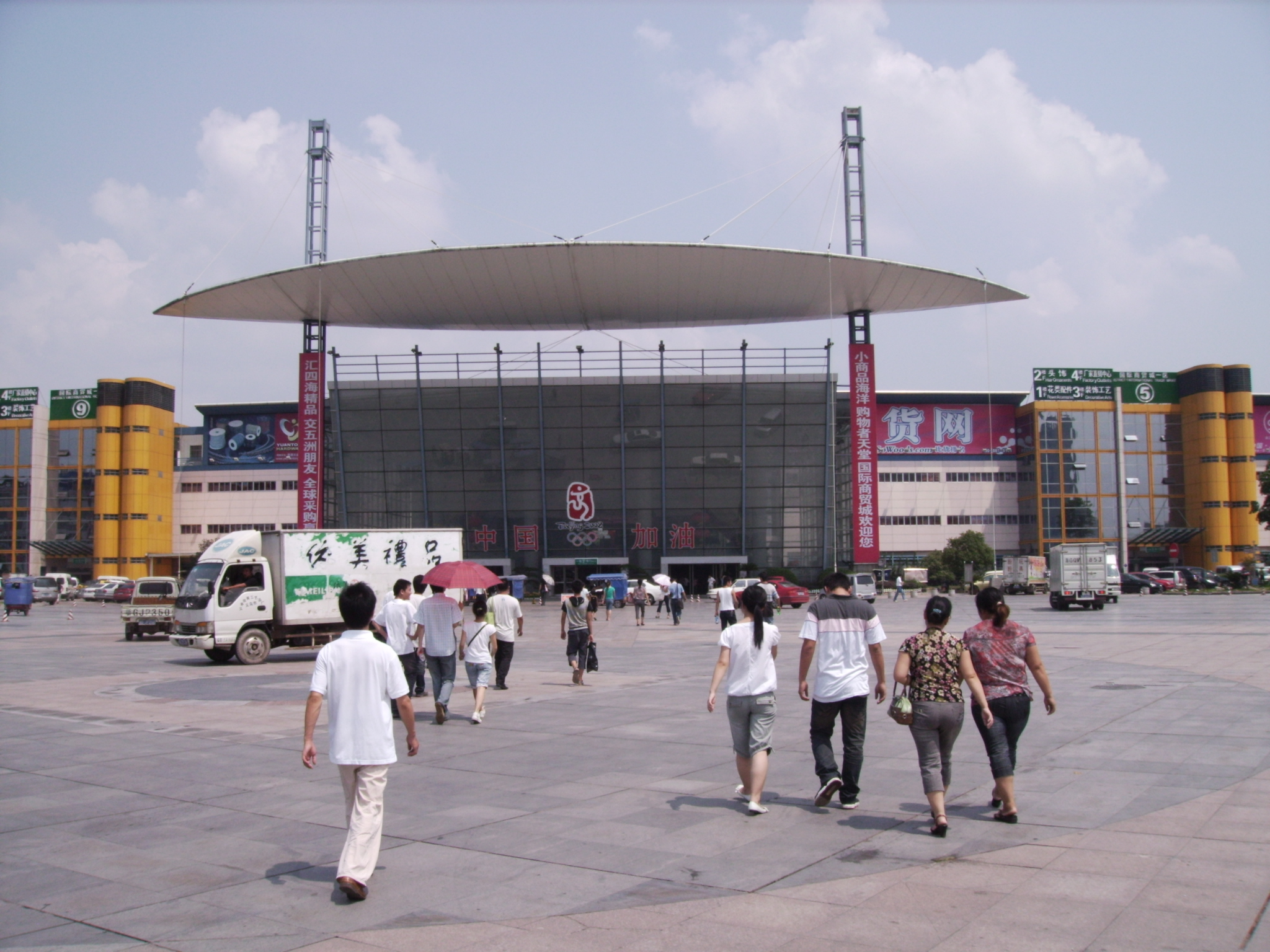
Один из входов на рынок
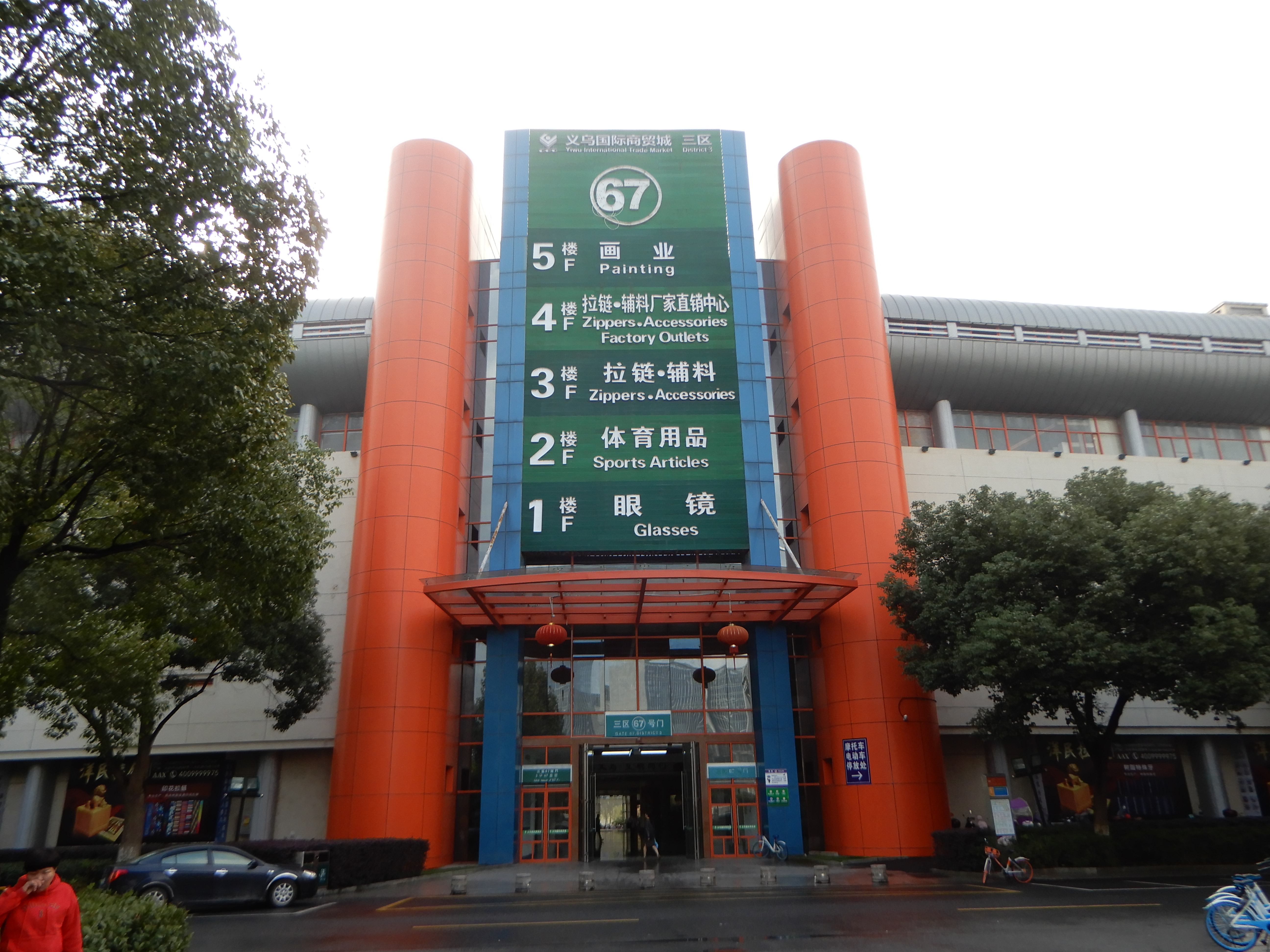
Один из входов на рынок
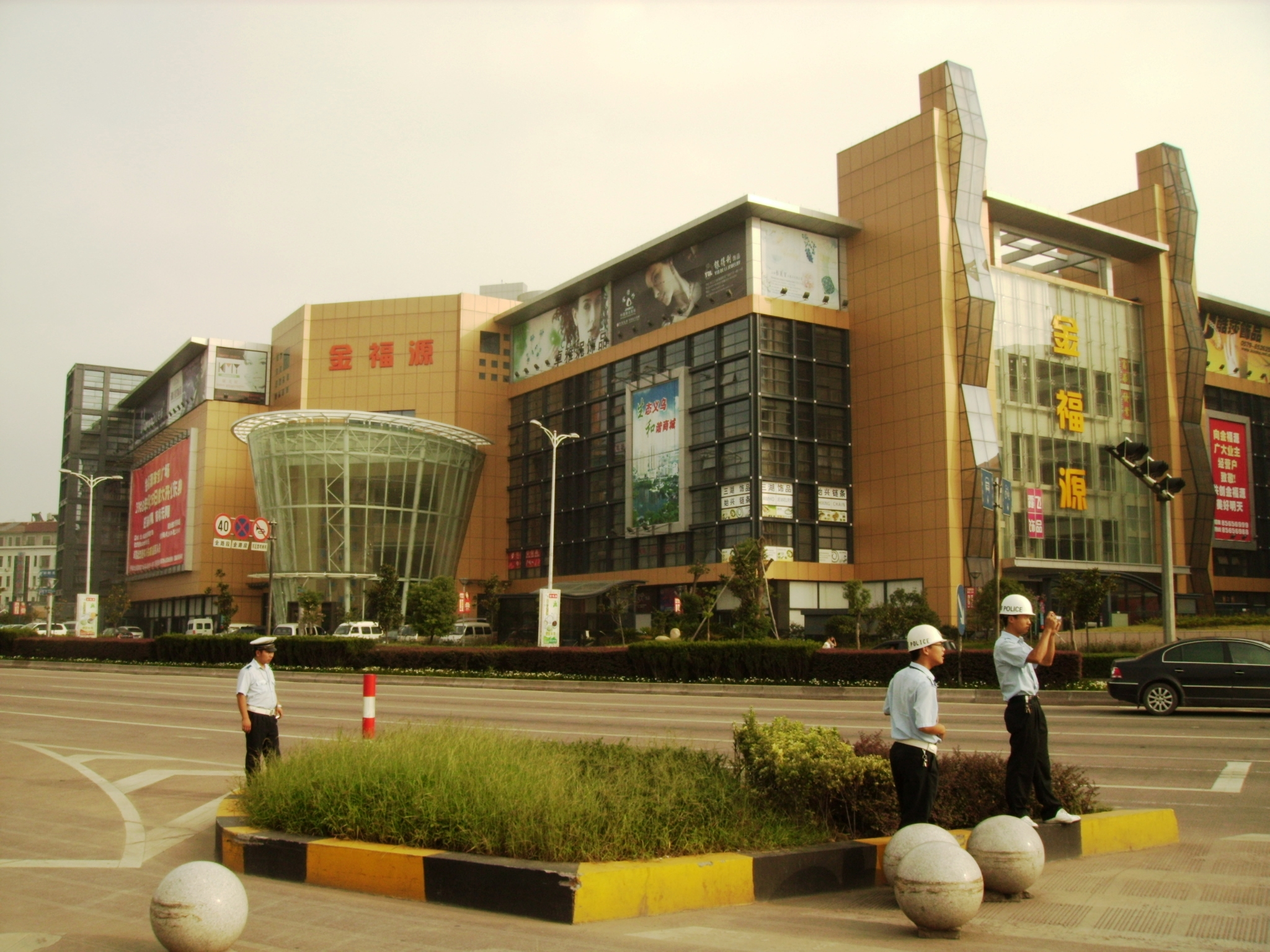
Ювелирный рынок
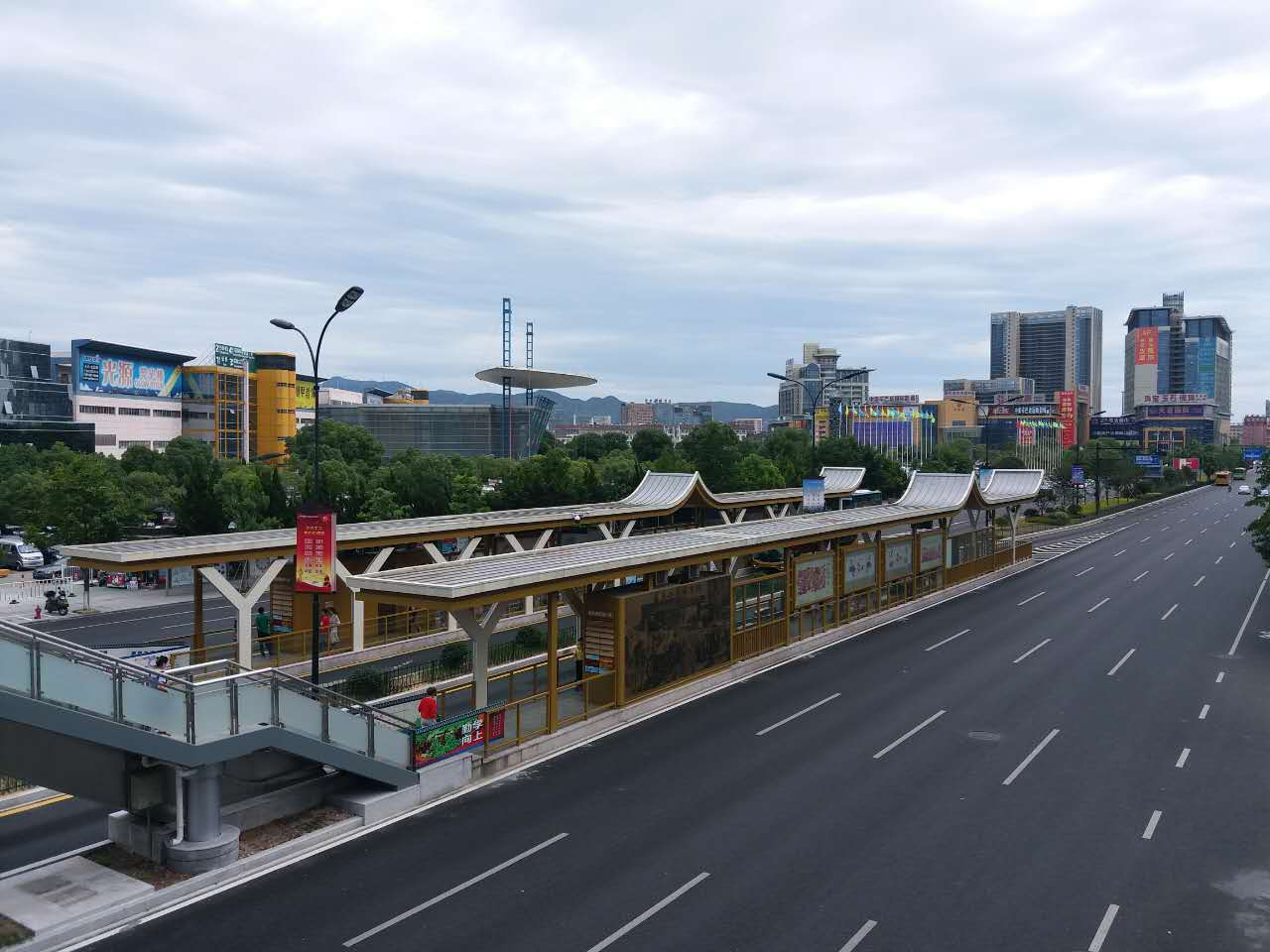
Шоссе в Иу
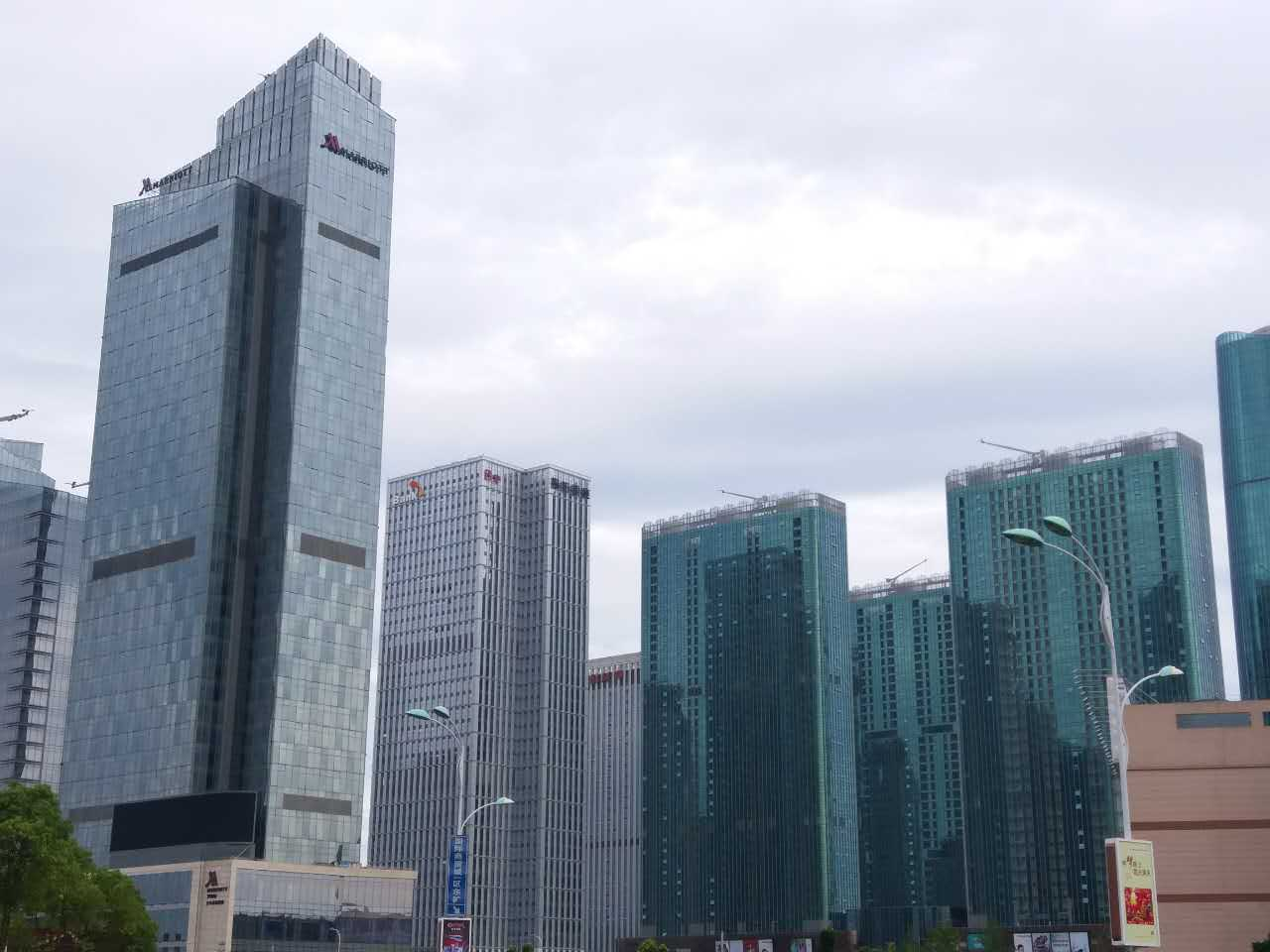
Отель Mariott